# British South American Airways
British South American Airways (BSAA) fue una compañía estatal británica de los años 40. Originariamente denominada British Latin American Air Lines Ltd. (BLAA), fue escindida de British Overseas Airways Corporation (BOAC) para operar sus rutas en el Caribe y Atlántico Sur. Comenzó sus servicios trasatlánticos en marzo de 1946 desde el aeropuerto londinense de Heathrow. 
La aerolínea operaba principalmente aviones Avro, tales como el York, el Lancastrian y el Tudor en sus vuelos a Bermuda, las Indias Occidentales y a la costa oeste de Sudamérica. A la mayoría de los aviones de la BSAA se les dieron nombres individuales que empezaban con "Star" (Estrella), el cuerpo celestial usado para la navegación celestial de largo alcance.
BSAA planeaba la introducción de reactores de Havilland Comet en su flota, pero en 1949 la compañía fue reincorporada en BOAC.

## Flota histórica
| Aeronaves                | Total | Introducido | Retirado | Matrículas | Nombre         |
| ------------------------ | ----- | ----------- | -------- | ---------- | -------------- |
| Avro 691 Lancastrian     | 12    | 1946        | 1950     | G-AKMW     | Star Bright    |
| Avro 691 Lancastrian     | 12    | 1946        | 1950     | G-AKTB     | Star Glory     |
| Avro 691 Lancastrian     | 12    | 1946        | 1950     | G-AGWG     | Star Light     |
| Avro 691 Lancastrian     | 12    | 1946        | 1950     | G-AGWH     | Star Dust      |
| Avro 691 Lancastrian     | 12    | 1946        | 1950     | G-AGWI     | Star Land      |
| Avro 691 Lancastrian     | 12    | 1946        | 1950     | G-AGWJ     | Star Glow      |
| Avro 691 Lancastrian     | 12    | 1946        | 1950     | G-AGWK     | Star Trail     |
| Avro 691 Lancastrian     | 12    | 1946        | 1950     | G-AGWL     | Star Guide     |
| Avro 691 Lancastrian     | 12    | 1946        | 1950     | G-AHCD     | Star Valley    |
| Avro 691 Lancastrian     | 12    | 1946        | 1950     | G-AKFF     | Star Flight    |
| Avro 691 Lancastrian     | 12    | 1946        | 1950     | G-AKFG     | Star Traveller |
| Avro 691 Lancastrian     | 12    | 1946        | 1950     | G-AGUL     | —              |
| Avro Lancaster Freighter | 4     | 1946        | 1950     | G-AGUJ     | Star Pilot     |
| Avro Lancaster Freighter | 4     | 1946        | 1950     | G-AGUK     | Star Gold      |
| Avro Lancaster Freighter | 4     | 1946        | 1950     | G-AGUL     | Star Watch     |
| Avro Lancaster Freighter | 4     | 1946        | 1950     | G-AGUM     | Star Ward      |
| Avro 688 Tudor           | 16    | 1946        | 1950     | G-AGRG     | Star Cressida  |
| Avro 688 Tudor           | 16    | 1946        | 1950     | G-AGRH     | Star Ceres     |
| Avro 688 Tudor           | 16    | 1946        | 1950     | G-AGRE     | Star Ariel     |
| Avro 688 Tudor           | 16    | 1946        | 1950     | G-AGRF     | —              |
| Avro 688 Tudor           | 16    | 1946        | 1950     | G-AHNI     | Star Olivia    |
| Avro 688 Tudor           | 16    | 1946        | 1950     | G-AHNJ     | Star Panther   |
| Avro 688 Tudor           | 16    | 1946        | 1950     | G-AHNK     | Star Lion      |
| Avro 688 Tudor           | 16    | 1946        | 1950     | G-AHNN     | Star Leopard   |
| Avro 688 Tudor           | 16    | 1946        | 1950     | G-AHNO     | Star Trader    |
| Avro 688 Tudor           | 16    | 1946        | 1950     | G-AHNP     | Star Tiger     |
| Avro 688 Tudor           | 16    | 1946        | 1950     | G-AKBY     | Star Girl      |
| Avro 688 Tudor           | 16    | 1946        | 1950     | G-AKBZ     | Star Falcon    |
| Avro 688 Tudor           | 16    | 1946        | 1950     | G-AKCA     | Star Hawk      |
| Avro 688 Tudor           | 16    | 1946        | 1950     | G-AKCB     | Star Kestrel   |
| Avro 688 Tudor           | 16    | 1946        | 1950     | G-AKCC     | Star Swift     |
| Avro 688 Tudor           | 16    | 1946        | 1950     | G-AKCD     | Star Eagle     |
| Avro 652 Anson           | 1     | 1946        | 1950     | G-AIKM     | Star Visitant  |
| Avro 685 York            | 19    | 1946        | 1950     | G-AGJA     | Star Fortune   |
| Avro 685 York            | 19    | 1946        | 1950     | G-AGJE     | Star Way       |
| Avro 685 York            | 19    | 1946        | 1950     | G-AGNN     | Star Crest     |
| Avro 685 York            | 19    | 1946        | 1950     | G-AGNS     | Star Glory     |
| Avro 685 York            | 19    | 1946        | 1950     | G-AGNU     | Star Dawn      |
| Avro 685 York            | 19    | 1946        | 1950     | G-AGNX     | Star Lima      |
| Avro 685 York            | 19    | 1946        | 1950     | G-AGOC     | Star Path      |
| Avro 685 York            | 19    | 1946        | 1950     | G-AHEW     | Star Leader    |
| Avro 685 York            | 19    | 1946        | 1950     | G-AHEX     | Star Venture   |
| Avro 685 York            | 19    | 1946        | 1950     | G-AHEY     | Star Quest     |
| Avro 685 York            | 19    | 1946        | 1950     | G-AHEZ     | Star Speed     |
| Avro 685 York            | 19    | 1946        | 1950     | G-AHFA     | Star Dale      |
| Avro 685 York            | 19    | 1946        | 1950     | G-AHFB     | Star Stream    |
| Avro 685 York            | 19    | 1946        | 1950     | G-AHFC     | Star Dew       |
| Avro 685 York            | 19    | 1946        | 1950     | G-AHFD     | Star Mist      |
| Avro 685 York            | 19    | 1946        | 1950     | G-AHFE     | Star Vista     |
| Avro 685 York            | 19    | 1946        | 1950     | G-AHFF     | Star Gleam     |
| Avro 685 York            | 19    | 1946        | 1950     | G-AHFG     | Star Haze      |
| Avro 685 York            | 19    | 1946        | 1950     | G-AHFH     | Star Glitter   |
| Airspeed Consul          | 2     | 1946        | 1950     | G-AIUX     | Star Master    |
| Airspeed Consul          | 2     | 1946        | 1950     | G-ALTX     | Star Monitor   |

## Accidentes aéreos de BSAA
- El 10 de agosto de 1946, un Avro 691 Lancastrian (G-AGWJ "Star Glow") que volaba de Londres a Buenos Aires vía Lisboa (Aeropuerto de Lisboa)-Banjul (Aeropuerto de Jeshwang)-Natal (Aeropuerto Internacional Augusto Severo)-Río de Janeiro (Aeropuerto Santos Dumont)-Montevideo (Aeropuerto Internacional de Carrasco) se salió de la pista al aterrizar en el Aeropuerto de Jeshwang. La aeronave quedó destruida, pero sus seis ocupantes no sufrieron daños.
- El 7 de septiembre de 1946, un Avro 685 York (G-AHEW denominado "Star Leader") que volaba de Londres a Buenos Aires vía Lisboa (Aeropuerto de Lisboa)-Banjul (Aeropuerto de Jeshwang)-Natal (Aeropuerto Internacional Augusto Severo)-Río de Janeiro (Aeropuerto Santos Dumont)-Montevideo (Aeropuerto Internacional de Carrasco) perdió el control y se estrelló poco después despegue de Banjul. La causa de la pérdida de control no se puede determinar con certeza, pero la explicación más probable es que el capitán operase mal los controles. Los 24 ocupantes murieron.
- El 13 de abril de 1947, un Avro 685 York (G-AHEZ "Star Speed") que volaba de Lisboa a Dakar (destino final incierto) se estrelló sobre su vientre después de tres intentos fallidos de aterrizar en malas condiciones de visibilidad. El vientre se abrió y el fuselaje se rompió hasta la parte trasera del ala. Murieron 6 de sus 9 pasajeros a bordo y el avión quedó destruido.
- El 2 de agosto de 1947, un Avro 691 Lancastrian (G-AGWH "Star Dust") se estrelló en el volcán Tupungato mientras volaba entre Buenos Aires y Santiago de Chile debido a un mal cálculo de la velocidad, posiblemente debido a fuertes vientos. Murieron sus once ocupantes. Parte de los restos fueron encontrados por montañeros en 1998, otra parte fue hallada por militares en el año 2000.
- El 5 de septiembre de 1947, otro Avro 691 Lancastrian (G-AGWK "Star Trail"), proveniente de Londres, se estrelló al aterrizar en el Aeropuerto Internacional L. F. Wade de las Bermudas en condiciones de mala visibilidad. El avión quedó destruido, pero no hubo víctimas.
- El 23 de octubre de 1947, otro Avro 691 Lancastrian (G-AGUL) se estrelló al aterrizar en Londres. La aeronave quedó destruida y se desconocen más detalles.
- El 13 de noviembre de 1947, otro Avro 691 Lancastrian (G-AGWG "Star Light"), que volaba del Aeropuerto Internacional L. F. Wade de las Bermudas hacia el Aeropuerto de Santa María de las Azores, sufrió un incendio en el motor y tuvo que regresar a las Bermudas. Al aterrizar, el avión tomó tierra demasiado pronto, dado que el capitán abrió los flaps al máximo; se cree que el piloto erró por los vapores del queroseno que inundaban la cabina. El avión quedó destruido, pero no hubo víctimas.
- El 30 de enero de 1948, un Avro 688 Tudor (G-AHNP "Star Tiger") que volaba del Aeropuerto de Santa María de las Azores hacia el Aeropuerto Internacional L. F. Wade de las Bermudas desapareció sin dejar rastro en el océano Atlántico. A bordo iban 31 personas.
- El 5 de enero de 1949, un Avro 685 York (G-AHEX "Star Venture") se estrelló por un incendio en el motor cerca de Nova Viçosa 3,5 horas después de despegar del Aeropuerto Santos Dumont de Río de Janeiro, se supone que con destino Banjul-Lisboa-Londres. Murieron 3 de sus 15 ocupantes y el avión quedó destruido.
- El 17 de enero de 1949, un Avro 688 Tudor (G-AGRE "Star Ariel") que volaba del Aeropuerto Internacional L. F. Wade de las Bermudas hacia el Aeropuerto Internacional Norman Manley de Kingston (Jamaica) desapareció sin dejar rastro sobre el Caribe. A bordo iban 20 personas.